# Alchemilla lindbergiana
Alchemilla lindbergiana é uma espécie de rosácea do gênero Alchemilla, pertencente à família Rosaceae.